# Primera División femenina de fútbol sala 2021-22
La temporada 2021-22 de Primera División, es la 28.ª edición de la máxima categoría de la Primera División femenina de fútbol sala de España. La competición se disputa anualmente, empezando el 18 de octubre. El Burela es el equipo defensor del título.

## Equipos participantes

### Equipos por comunidad autónoma
Navalcarnero

 Alcorcón

 Móstoles

 Majadahonda

 Leganés

| N.º | Comunidad autónoma   | Equipos                                                                                    |
| --- | -------------------- | ------------------------------------------------------------------------------------------ |
| 5   | Comunidad de Madrid  | Futsi Atlético Navalcarnero AD Alcorcón FSF FSF Móstoles Rayo Majadahonda FS CD Leganés FS |
| 4   | Galicia              | Ourense Envialia CD Burela FS Poio Pescamar FS Marín Futsal                                |
| 2   | Comunidad Valenciana | Universidad de Alicante FSF Joventut d'Elx                                                 |
| 1   | Aragón               | AD Sala Zaragoza FS                                                                        |
| 1   | Cataluña             | AE Penya Esplugues                                                                         |
| 1   | Melilla              | Torreblanca Melilla CF                                                                     |
| 1   | Región de Murcia     | Roldán FSF                                                                                 |
| 1   | Andalucía            | Atlético Torcal                                                                            |

### Ascensos y descensos
Descendieron de forma directa 4 equipos, Intersala Promesas, Cidade As Burgas, Teldeportivo y Xalox Alicante y el Viaxes Amarelle en el play out. De Segunda División ascedieron 3 equipos Atlético Torcal, Marín Futsal y Joventut d'Elx, todos ellos debutantes en la categoría.
| Pos.  | Descendidos a 2.ª División |
| ----- | -------------------------- |
| Prom. | Viaxes Amarelle FSF        |
| 15    | Intersala Promesas         |
| 16    | Cidade de As Burgas        |
| 17    | AD Teldeportivo FSF        |
| 18    | Xaloc Alacant FS           |

| Pos.  | Ascendidos de 2.ª División |
| ----- | -------------------------- |
| Prom. | Atlético Torcal            |
| Prom. | Marín Futsal               |
| Prom. | Joventut d'Elx             |

## Grupos y fases
- La Primera División consta de un grupos integrado por dieciséis equipos.
- Se juega siguiendo un sistema de liga, los dieciséis equipos se enfrentan todos contra todos en dos ocasiones -una en campo propio y otra en campo contrario- sumando un total de 30 jornadas.
- El orden de los encuentros se decide por sorteo antes de empezar la competición.
- La clasificación se establece con arreglo a los puntos totales obtenidos por cada equipo al finalizar el campeonato.
- Los equipos obtienen tres puntos por cada partido ganado, un punto por cada empate y ningún punto por los partidos perdidos.

## Información de los equipos
| Club                        | Ciudad                | Comunidad Autónoma   | Entrenador/a          | Capitana         | Pabellón       | Aforo | Proveedor |
| --------------------------- | --------------------- | -------------------- | --------------------- | ---------------- | -------------- | ----- | --------- |
| CD Burela FS                | Burela                | Galicia              | Iván Cao              | Peque            | Vista Alegre   | 1400  | Joma      |
| Futsi Atlético              | Navalcarnero          | Comunidad de Madrid  | Andrés Sanz           | Anita Luján      | La Estación    | 1500  | Imviso    |
| Roldán FSF                  | Torre Pacheco         | Región de Murcia     | Joaquín Peñaranda     | Mayte Mateo      | Gabriel Pérez  | 460   | Kelme     |
| AD Alcorcón FSF             | Alcorcón              | Comunidad de Madrid  | Raúl Castro           | Aida de Miguel   | Los Cantos     | 1568  | Kappa     |
| Poio Pescamar FS            | Poyo                  | Galicia              | Manu Cossío           | Dani Sousa       | A Seca         | 700   | Caracal   |
| Torreblanca Melilla CF      | Melilla               | Melilla              | Miguel Ángel Martínez | Patricia Alarcón | Javier Imbroda | 2900  | Kelme     |
| FSF Móstoles                | Móstoles              | Comunidad de Madrid  | Luis Ostolaza         | Inma             | Villafontana   | 450   | Joma      |
| Ourense Envialia FS         | Orense                | Galicia              | Gonzalo Iglesias      | Marta Figueirido | Os Remedios    | 2500  | OUCF      |
| Universidad de Alicante FSF | Alicante              | Comunidad Valenciana | Maravillas Sansano    | Pao Cartagena    | Els Oms        | 500   | Viator    |
| CD Leganés FS               | Leganés               | Comunidad de Madrid  | Iván Labrado          | Puche            | La Fortuna     | 490   | Joma      |
| AD Sala Zaragoza FS         | Zaragoza              | Aragón               | Chus Muñoz            | Laura Boix       | Siglo XXI      | 2780  | Mercury   |
| Rayo Majadahonda FS         | Majadahonda           | Comunidad de Madrid  | Carlos Moreno         | Lauri            | La Granadilla  | 200   | Emix      |
| AE Penya Esplugues          | Esplugas de Llobregat | Cataluña             | Iván Jiménez          | Cèlia Catà       | Les Moreres    | 470   | Joma      |
| Atlético Torcal             | Málaga                | Andalucía            | Victor Quintero       | Nuria Gómez      | Guadaljaire    | 460   | Joma      |
| Marín Futsal                | Marín                 | Galicia              | Raul Jiménez          | Pau              | A Raña         | 1047  | Xforzo    |
| FSF Joventut d'Elx          | Elche                 | Comunidad Valenciana | Antonio Ordóñez       | Judit Mateu      | Esperanza Lag  | 2000  | Acerbis   |

### Cambios de entrenadores
| Equipo                 | Entrenador (Jornadas)        | Fecha de vacante        | Posición en la tabla | Entrenador entrante   | Fecha de nombramiento   |
| ---------------------- | ---------------------------- | ----------------------- | -------------------- | --------------------- | ----------------------- |
| FSF Joventut d'Elx     | Antonio Ordoñez (1-5)        | 3 de noviembre de 2021  | 16.º                 | Andrea Lacrampe (6- ) | 3 de noviembre de 2021  |
| Torreblanca Melilla CF | Miguel Ángel Martínez (1-11) | 13 de diciembre de 2021 | 11.º                 | Miguel Centeno (12- ) | 14 de diciembre de 2021 |
| Rayo Majadahonda FS    | Carlos Moreno (1-15)         | 30 de enero de 2022     | 13.º                 | Carlos Sánchez (16- ) | 4 de febrero de 2022    |
| AE Penya Esplugues     | Iván Jiménez (1-21)          | 6 de abril de 2022      | 14.º                 | Dani Chao (22-)       | 6 de abril de 2022      |
| CD Burela FS           | Iván Cao (1-22)              | 12 de abril de 2022     | 2.º                  | Julio Delgado (23- )  | 14 de abril de 2022     |

## Clasificación
|                                           |     | Equipos                              | PJ | G  | E | P  | GF  | GC  | Dif. | Pts. |
| ----------------------------------------- | --- | ------------------------------------ | -- | -- | - | -- | --- | --- | ---- | ---- |
|                                           | 1.  | Atlético Navalcarnero                | 30 | 26 | 2 | 2  | 150 | 58  | +92  | 80   |
|                                           | 2.  | Pescados Ruben Burela FS             | 30 | 23 | 5 | 2  | 103 | 32  | +71  | 74   |
|                                           | 3.  | STV Roldán FS                        | 30 | 17 | 7 | 6  | 85  | 55  | +30  | 58   |
|                                           | 4.  | Melilla Sport Capital Torreblanca FS | 30 | 16 | 8 | 6  | 91  | 65  | +26  | 56   |
|                                           | 5.  | Poio Pescamar FS                     | 30 | 17 | 4 | 9  | 91  | 58  | +33  | 55   |
|                                           | 6.  | Arriva AD Alcorcón FS                | 30 | 14 | 6 | 10 | 98  | 77  | +21  | 48   |
|                                           | 7.  | FSF Móstoles                         | 30 | 12 | 8 | 10 | 94  | 95  | -1   | 44   |
|                                           | 8.  | Marín Futsal                         | 30 | 13 | 3 | 14 | 73  | 73  | 0    | 42   |
|                                           | 9.  | Ourense CF Envialia                  | 30 | 11 | 7 | 12 | 81  | 70  | +11  | 40   |
|                                           | 10. | Universidad de Alicante              | 30 | 10 | 8 | 12 | 62  | 73  | -11  | 38   |
|                                           | 11. | CD Leganés                           | 30 | 9  | 8 | 13 | 99  | 119 | -20  | 35   |
|                                           | 12. | Rayo Majadahonda AFAR 4 FSF          | 30 | 10 | 3 | 17 | 68  | 102 | -34  | 33   |
|                                           | 13. | Sala Zaragoza                        | 30 | 7  | 4 | 19 | 52  | 103 | -51  | 25   |
|                                           | 14. | AE Penya Esplugues                   | 30 | 5  | 7 | 18 | 46  | 105 | -59  | 22   |
|                                           | 15. | At.Torcal                            | 30 | 5  | 5 | 20 | 65  | 101 | -36  | 20   |
|                                           | 16. | Clínica Blasco Joventut d'Elx        | 30 | 2  | 1 | 27 | 56  | 128 | -72  | 7    |
| Última actualización: 12 de junio de 2022 |     |                                      |    |    |   |    |     |     |      |      |

|  | Clasificados para el Play-Off por el título |
|  | Descendido a Segunda División 2022-23       |

### Evolución de la clasificación
| Equipo / Jornada                  | 1  | 2  | 3  | 4  | 5  | 6  | 7  | 8  | 9  | 10 | 11 | 12 | 13 | 14 | 15 | 16 | 17 | 18 | 19 | 20 | 21 | 22 | 23 | 24 | 25 | 26 | 27 | 28 | 29 | 30   |
| Equipo / Jornada                  |    |    |    |    |    |    |    |    |    |    |    |    |    |    |    |    |    |    |    |    |    |    |    |    |    |    |    |    |    |      |
| --------------------------------- | -- | -- | -- | -- | -- | -- | -- | -- | -- | -- | -- | -- | -- | -- | -- | -- | -- | -- | -- | -- | -- | -- | -- | -- | -- | -- | -- | -- | -- | ---- |
| Atlético Navalcarnero             | 4  | 1  | 1  | 1  | 1  | 1  | 1  | 1  | 1  | 1  | 1  | 1  | 1  | 1  | 1  | 1  | 1  | 1  | 1  | 1  | 1  | 1  | 1  | 1  | 1  | 1  | 1  | 1  | 1  | 1    |
| Pescados Ruben Burela FS          | 2  | 5  | 5  | 3  | 2  | 2  | 2  | 2  | 2  | 2  | 2  | 2  | 2  | 2  | 2  | 2  | 2  | 2  | 2  | 2  | 2  | 2  | 2  | 2  | 2  | 2  | 2  | 2  | 2  | 2    |
| STV Roldán FS                     | 10 | 11 | 12 | 10 | 7  | 9  | 11 | 12 | 6  | 9  | 10 | 11 | 10 | 8  | 8  | 6  | 4  | 5  | 8  | 6  | 7  | 8  | 7  | 5  | 4  | 3  | 3  | 3  | 3  | 3    |
| Melilla Sport Capital Torreblanca | 16 | 9  | 8  | 9  | 8  | 11 | 12 | 11 | 11 | 11 | 11 | 9  | 7  | 9  | 9  | 9  | 8  | 6  | 9  | 7  | 8  | 7  | 5  | 8  | 7  | 5  | 6  | 6  | 4  | 4    |
| Poio Pescamar FS                  | 1  | 4  | 3  | 4  | 6  | 7  | 5  | 6  | 7  | 5  | 7  | 7  | 4  | 3  | 5  | 3  | 5  | 4  | 4  | 4  | 4  | 3  | 3  | 3  | 3  | 4  | 4  | 4  | 5  | 5    |
| AD Alcorcón FS                    | 15 | 8  | 6  | 7  | 5  | 3  | 3  | 3  | 4  | 4  | 4  | 4  | 5  | 6  | 7  | 8  | 9  | 8  | 6  | 5  | 5  | 5  | 8  | 6  | 5  | 7  | 5  | 5  | 6  | 6    |
| FSF Móstoles                      | 3  | 2  | 2  | 2  | 3  | 4  | 4  | 4  | 3  | 3  | 3  | 3  | 3  | 4  | 3  | 4  | 3  | 3  | 3  | 3  | 3  | 4  | 4  | 4  | 6  | 6  | 7  | 7  | 7  | 7    |
| Marín Futsal                      | 11 | 15 | 15 | 15 | 12 | 10 | 7  | 9  | 5  | 8  | 6  | 6  | 8  | 10 | 10 | 10 | 10 | 11 | 11 | 11 | 10 | 9  | 9  | 9  | 10 | 10 | 8  | 8  | 8  | 8    |
| Ourense CF Envialia               | 14 | 16 | 14 | 14 | 11 | 8  | 6  | 5  | 10 | 10 | 8  | 8  | 9  | 7  | 6  | 5  | 6  | 7  | 5  | 8  | 6  | 6  | 6  | 7  | 8  | 8  | 9  | 9  | 9  | 9    |
| Universidad de Alicante           | 9  | 10 | 11 | 12 | 13 | 13 | 14 | 13 | 8  | 6  | 5  | 5  | 6  | 5  | 4  | 7  | 7  | 9  | 7  | 9  | 9  | 10 | 10 | 10 | 9  | 9  | 10 | 10 | 10 | 10   |
| CD Leganés                        | 7  | 6  | 4  | 6  | 10 | 6  | 10 | 8  | 9  | 12 | 12 | 12 | 12 | 13 | 11 | 11 | 11 | 10 | 10 | 10 | 11 | 11 | 11 | 11 | 11 | 11 | 11 | 11 | 11 | 11   |
| Rayo Majadahonda AFAR 4 FSF       | 13 | 12 | 9  | 5  | 4  | 5  | 8  | 10 | 13 | 13 | 13 | 13 | 13 | 12 | 13 | 12 | 12 | 13 | 12 | 12 | 12 | 12 | 12 | 12 | 12 | 12 | 12 | 12 | 12 | 12   |
| Sala Zaragoza                     | 6  | 3  | 7  | 8  | 9  | 12 | 9  | 7  | 12 | 7  | 9  | 10 | 11 | 11 | 12 | 14 | 13 | 12 | 13 | 13 | 13 | 13 | 13 | 13 | 13 | 13 | 13 | 13 | 13 | 13   |
| AE Penya Esplugues                | 5  | 7  | 10 | 11 | 14 | 14 | 13 | 14 | 14 | 14 | 14 | 14 | 14 | 14 | 14 | 13 | 14 | 14 | 14 | 14 | 14 | 14 | 15 | 14 | 14 | 14 | 14 | 14 | 14 | 14\| |
| At.Torcal                         | 8  | 13 | 13 | 13 | 15 | 15 | 15 | 15 | 15 | 15 | 15 | 15 | 15 | 15 | 15 | 15 | 15 | 15 | 15 | 15 | 15 | 15 | 14 | 15 | 15 | 15 | 15 | 15 | 15 | 15   |
| Clínica Blasco Joventut d'Elx     | 12 | 14 | 16 | 16 | 16 | 16 | 16 | 16 | 16 | 16 | 16 | 16 | 16 | 16 | 16 | 16 | 16 | 16 | 16 | 16 | 16 | 16 | 16 | 16 | 16 | 16 | 16 | 16 | 16 | 16   |

## Resultados
Los horarios corresponden a la CET (Hora Central Europea) UTC+1 en horario estándar y UTC+2 en horario de verano.
| Marín Futsal     | 2 - 3 | Futsi Atlético Navalcarnero | 18 de septiembre | 17:00 | A Raña        | 100 |
| Joventut d'Elx   | 2 - 3 | AE Penya Esplugues          | 18 de septiembre | 18:00 | Esperanza Lag | 100 |
| At. Torcal       | 5 - 5 | Leganés FS                  | 18 de septiembre | 18:30 | Guadaljaire   | 300 |
| Burela FS        | 4 - 0 | Torreblanca Melilla         | 18 de septiembre | 18:30 | Vista Alegre  |     |
| FSF Móstoles     | 4 - 2 | Ourense Envialia            | 18 de septiembre | 19:00 | Villafontana  | 100 |
| AD Alcorcón FSF  | 1 - 5 | Poio Pescamar FS            | 18 de septiembre | 19:00 | Los Cantos    | 150 |
| STV Roldán FSF   | 1 - 1 | Universidad de Alicante     | 19 de septiembre | 12:00 | Gabriel Pérez | 200 |
| Rayo Majadahonda | 1 - 0 | Sala Zaragoza FS            | 19 de septiembre | 13:00 | La Granadilla | 50  |

| AE Penya Esplugues          | 4 - 5 | FSF Móstoles     | 25 de septiembre | 16:00 | Les Moreres    | 100 |
| Ourense Envialia            | 1 - 3 | AD Alcorcón FSF  | 25 de septiembre | 17:00 | Los Remedios   |     |
| Universidad de Alicante     | 2 - 2 | Rayo Majadahonda | 25 de septiembre | 19:00 | Els Oms        | 150 |
| Torreblanca Melilla         | 3 - 1 | Marín Futsal     | 25 de septiembre | 19:00 | Javier Imbroda | 100 |
| Poio Pescamar FS            | 1 - 1 | Burela FS        | 25 de septiembre | 19:00 | A Seca         | 120 |
| Leganés FS                  | 3 - 2 | STV Roldán FSF   | 25 de septiembre | 19:00 | La Fortuna     | 200 |
| Sala Zaragoza FS            | 4 - 2 | Joventut d'Elx   | 26 de septiembre | 12:00 | Siglo XXI      |     |
| Futsi Atlético Navalcarnero | 7 - 1 | At. Torcal       | 26 de septiembre | 13:30 | La Estación    |     |

| At. Torcal              | 1 - 2 | Torreblanca Melilla         | 2 de octubre | 12:30 | Guadaljaire   |     |
| STV Roldán FSF          | 1 - 2 | Futsi Atlético Navalcarnero | 2 de octubre | 16:00 | Gabriel Pérez |     |
| Burela FS               | 3 - 2 | Ourense Envialia            | 2 de octubre | 16:00 | Vista Alegre  |     |
| AD Alcorcón FSF         | 5 - 1 | AE Penya Esplugues          | 2 de octubre | 16:30 | Los Cantos    |     |
| Rayo Majadahonda        | 5 - 0 | Joventut d'Elx              | 2 de octubre | 18:30 | La Granadilla |     |
| Universidad de Alicante | 1 - 5 | Leganés FS                  | 2 de octubre | 19:00 | Els Oms       |     |
| FSF Móstoles            | 5 - 3 | Sala Zaragoza FS            | 2 de octubre | 20:00 | Villafontana  | 100 |
| Marín Futsal            | 0 - 2 | Poio Pescamar FS            | 3 de octubre | 11:30 | A Raña        |     |

| Torreblanca Melilla         | 3 - 4 | STV Roldán FSF          | 9 de octubre | 12:30 | Javier Imbroda |  |
| AE Penya Esplugues          | 1 - 7 | Burela FS               | 9 de octubre | 16:00 | Les Moreres    |  |
| Futsi Atlético Navalcarnero | 3 - 1 | Universidad de Alicante | 9 de octubre | 17:30 | La Estación    |  |
| Joventut d'Elx              | 2 - 5 | FSF Móstoles            | 9 de octubre | 18:00 | Esperanza Lag  |  |
| Poio Pescamar FS            | 3 - 3 | At. Torcal              | 9 de octubre | 18:30 | A Seca         |  |
| Sala Zaragoza FS            | 3 - 3 | AD Alcorcón FSF         | 9 de octubre | 18:30 | Siglo XXI      |  |
| Leganés FS                  | 3 - 5 | Rayo Majadahonda        | 9 de octubre | 19:00 | La Fortuna     |  |
| Ourense Envialia            | 1 - 1 | Marín Futsal            | 9 de octubre | 19:00 | Los Remedios   |  |

| Marín Futsal            | 3 - 2  | AE Penya Esplugues          | 30 de octubre | 17:00 | A Raña        |  |
| At. Torcal              | 0 - 4  | Ourense Envialia            | 30 de octubre | 18:30 | Guadaljaire   |  |
| Burela FS               | 4 - 0  | Sala Zaragoza FS            | 30 de octubre | 18:30 | Vista Alegre  |  |
| Leganés FS              | 1 - 11 | Futsi Atlético Navalcarnero | 30 de octubre | 19:00 | Olimpia       |  |
| Universidad de Alicante | 0 - 0  | Torreblanca Melilla         | 30 de octubre | 19:00 | Els Oms       |  |
| AD Alcorcón FSF         | 4 - 2  | Joventut d'Elx              | 30 de octubre | 19:00 | Los Cantos    |  |
| Rayo Majadahonda        | 4 - 3  | FSF Móstoles                | 30 de octubre | 20:00 | La Granadilla |  |
| STV Roldán FSF          | 6 - 4  | Poio Pescamar FS            | 31 de octubre | 11:00 | Gabriel Pérez |  |

| AE Penya Esplugues          | 2 - 1 | At. Torcal              | 6 de noviembre | 16:00 | Les Moreres    |  |
| Ourense Envialia            | 4 - 2 | STV Roldán FSF          | 6 de noviembre | 17:00 | Los Remedios   |  |
| Futsi Atlético Navalcarnero | 4 - 0 | Rayo Majadahonda        | 6 de noviembre | 18:00 | La Estación    |  |
| Torreblanca Melilla         | 1 - 2 | Leganés FS              | 6 de noviembre | 18:00 | Javier Imbroda |  |
| Joventut d'Elx              | 2 - 3 | Burela FS               | 6 de noviembre | 18:00 | Esperanza Lag  |  |
| Poio Pescamar FS            | 1 - 2 | Universidad de Alicante | 6 de noviembre | 18:30 | A Seca         |  |
| Sala Zaragoza FS            | 1 - 3 | Marín Futsal            | 6 de noviembre | 18:30 | Siglo XXI      |  |
| FSF Móstoles                | 0 - 4 | AD Alcorcón FSF         | 7 de noviembre | 13:30 | Villafontana   |  |

| Marín Futsal                | 5 - 3 | Joventut d'Elx      | 13 de noviembre | 16:00 | A Raña        |  |
| Futsi Atlético Navalcarnero | 9 - 3 | Torreblanca Melilla | 13 de noviembre | 18:00 | La Estación   |  |
| At. Torcal                  | 0 - 3 | Sala Zaragoza FS    | 13 de noviembre | 18:30 | Guadaljaire   |  |
| Burela FS                   | 7 - 0 | FSF Móstoles        | 13 de noviembre | 18:30 | Vista Alegre  |  |
| Universidad de Alicante     | 3 - 4 | Ourense Envialia    | 13 de noviembre | 19:00 | Els Oms       |  |
| Leganés FS                  | 2 - 4 | Poio Pescamar FS    | 13 de noviembre | 19:00 | La Fortuna    |  |
| Rayo Majadahonda            | 1 - 5 | AD Alcorcón FSF     | 13 de noviembre | 20:00 | La Granadilla |  |
| STV Roldán FSF              | 3 - 3 | AE Penya Esplugues  | 14 de noviembre | 11:30 | Gabriel Pérez |  |

| AE Penya Esplugues  | 0 - 2 | Universidad de Alicante     | 20 de noviembre | 16:00 | Les Moreres    | 100 |
| Ourense Envialia    | 4 - 4 | Leganés FS                  | 20 de noviembre | 17:00 | Los Remedios   |     |
| Torreblanca Melilla | 4 - 0 | Rayo Majadahonda            | 20 de noviembre | 18:00 | Javier Imbroda |     |
| Joventut d'Elx      | 3 - 4 | At. Torcal                  | 20 de noviembre | 18:00 | Esperanza Lag  |     |
| FSF Móstoles        | 6 - 2 | Marín Futsal                | 20 de noviembre | 18:30 | Villafontana   |     |
| Poio Pescamar FS    | 2 - 6 | Futsi Atlético Navalcarnero | 20 de noviembre | 18:30 | A Seca         |     |
| Sala Zaragoza FS    | 2 - 2 | STV Roldán FSF              | 20 de noviembre | 18:30 | Siglo XXI      |     |
| AD Alcorcón FSF     | 1 - 1 | Burela FS                   | 21 de noviembre | 13:30 | Los Cantos     |     |

| Marín Futsal                | 2 - 1 | AD Alcorcón FSF    | 27 de noviembre | 17:00 | A Raña         |  |
| Futsi Atlético Navalcarnero | 8 - 4 | Ourense Envialia   | 27 de noviembre | 18:30 | La Estación    |  |
| At. Torcal                  | 3 - 7 | FSF Móstoles       | 27 de noviembre | 18:30 | Guadaljaire    |  |
| Universidad de Alicante     | 5 - 1 | Sala Zaragoza FS   | 27 de noviembre | 19:00 | Els Oms        |  |
| Torreblanca Melilla         | 2 - 2 | Poio Pescamar FS   | 27 de noviembre | 19:00 | Javier Imbroda |  |
| Leganés FS                  | 2 - 2 | AE Penya Esplugues | 27 de noviembre | 19:00 | La Fortuna     |  |
| Rayo Majadahonda            | 1 - 3 | Burela FS          | 27 de noviembre | 19:30 | La Granadilla  |  |
| STV Roldán FSF              | 5 - 1 | Joventut d'Elx     | 28 de noviembre | 11:30 | Gabriel Pérez  |  |

| AE Penya Esplugues | 2 - 6 | Futsi Atlético Navalcarnero | 4 de diciembre | 16:00 | Les Moreres   |  |
| Ourense Envialia   | 1 - 1 | Torreblanca Melilla         | 4 de diciembre | 17:00 | Los Remedios  |  |
| Joventut d'Elx     | 2 - 3 | Universidad de Alicante     | 4 de diciembre | 18:00 | Esperanza Lag |  |
| Poio Pescamar FS   | 5 - 0 | Rayo Majadahonda            | 4 de diciembre | 18:30 | A Seca        |  |
| Sala Zaragoza FS   | 3 - 2 | Leganés FS                  | 4 de diciembre | 18:30 | Siglo XXI     |  |
| FSF Móstoles       | 1 - 0 | STV Roldán FSF              | 4 de diciembre | 18:30 | Villafontana  |  |
| AD Alcorcón FSF    | 4 - 2 | At. Torcal                  | 4 de diciembre | 19:00 | Los Cantos    |  |
| Burela FS          | 4 - 0 | Marín Futsal                | 6 de diciembre | 12:30 | Vista Alegre  |  |

| Rayo Majadahonda                                                                     | 1 - 2 | Marín Futsal       | 11 de diciembre | 16:00 | La Granadilla  |  |
| Futsi Atlético Navalcarnero                                                          | 7 - 1 | Sala Zaragoza FS   | 11 de diciembre | 17:00 | La Estación    |  |
| At. Torcal                                                                           | 1 - 2 | Burela FS          | 11 de diciembre | 18:30 | Guadaljaire    |  |
| Poio Pescamar FS                                                                     | 1 - 3 | Ourense Envialia   | 11 de diciembre | 19:00 | A Seca         |  |
| Universidad de Alicante                                                              | 2 - 2 | FSF Móstoles       | 11 de diciembre | 19:00 | Els Oms        |  |
| Torreblanca Melilla                                                                  | 0 - 0 | AE Penya Esplugues | 11 de diciembre | 21:00 | Javier Imbroda |  |
| STV Roldán FSF                                                                       | 2 - 2 | AD Alcorcón FSF    | 12 de diciembre | 12:00 | Gabriel Pérez  |  |
| Leganés FS                                                                           | 9 - 2 | Joventut d'Elx     | 26 de febreroN1 | 16:30 | La Fortuna     |  |
| Nota 1: Se aplazó el partido debido al positivo de dos jugadoras del Joventut d'Elx. |       |                    |                 |       |                |  |

| AE Penya Esplugues                                                                                         | 1 - 5 | Poio Pescamar FS            | 18 de diciembre | 16:00 | Les Moreres   |  |
| Ourense Envialia                                                                                           | 5 - 1 | Rayo Majadahonda            | 18 de diciembre | 17:00 | Los Remedios  |  |
| Burela FS                                                                                                  | 1 - 0 | STV Roldán FSF              | 18 de diciembre | 17:00 | Vista Alegre  |  |
| Marín Futsal                                                                                               | 6 - 1 | At. Torcal                  | 18 de diciembre | 17:00 | A Raña        |  |
| Sala Zaragoza FS                                                                                           | 1 - 3 | Torreblanca Melilla         | 18 de diciembre | 18:30 | Siglo XXI     |  |
| AD Alcorcón FSF                                                                                            | 1 - 2 | Universidad de Alicante     | 18 de diciembre | 19:00 | Los Cantos    |  |
| Joventut d'Elx                                                                                             | 1 - 6 | Futsi Atlético Navalcarnero | 12 de eneroN2   | 18:30 | Esperanza Lag |  |
| FSF Móstoles                                                                                               | 2 - 2 | Leganés FS                  | 27 de eneroN2   | 20:30 | Villafontana  |  |
| Nota 2: Se aplazaron los partidos debido al positivo de varias jugadoras del Futsi Navalcarnero y Leganés. |       |                             |                 |       |               |  |

| Torreblanca Melilla | 3 - 1 | Joventut d'Elx     | 15 de enero     | 18:00 | Javier Imbroda |  |
| Poio Pescamar FS | 5 - 1 | Sala Zaragoza FS   | 15 de enero     | 18:30 | A Seca         |  |
| STV Roldán FSF | 2 - 1 | Marín Futsal       | 15 de enero     | 21:15 | Gabriel Pérez  |  |
| Leganés FS | 7 - 3 | AD Alcorcón FSF    | 15 de febreroN3 | 20:30 | La Fortuna     |  |
| Futsi Atlético Navalcarnero | 7 - 1 | FSF Móstoles       | 15 de febreroN3 | 21:00 | La Estación    |  |
| Ourense Envialia | 7 - 1 | AE Penya Esplugues | 26 de febreroN3 | 17:00 | Paco Paz       |  |
| Rayo Majadahonda | 2 - 3 | At. Torcal         | 26 de febreroN3 | 18:00 | La Granadilla  |  |
| Universidad de Alicante | 2 - 1 | Burela FS          | 2 de marzoN3    | 19:00 | Univ. Alicante |  |
| Nota 3: Se aplazaron los partidos debido al positivo de varias jugadoras del Esplugues, Móstoles, Alcorcón, Univ Alicante, Burela y Majadahonda. |       |                    |                 |       |                |  |

| Marín Futsal                                                                                                 | 1 - 3 | Universidad de Alicante     | 22 de enero     | 17:00 | A Raña        |  |
| Joventut d'Elx                                                                                               | 2 - 4 | Poio Pescamar FS            | 22 de enero     | 18:00 | Esperanza Lag |  |
| Sala Zaragoza FS                                                                                             | 1 - 5 | Ourense Envialia            | 22 de enero     | 18:30 | Siglo XXI     |  |
| At. Torcal                                                                                                   | 1 - 2 | STV Roldán FSF              | 22 de enero     | 18:30 | Guadaljaire   |  |
| Burela FS | 2 - 1 | Leganés FS                  | 22 de enero     | 18:30 | Vista Alegre  |  |
| Rayo Majadahonda                                                                                             | 4 - 2 | AE Penya Esplugues          | 22 de enero     | 20:00 | La Granadilla |  |
| AD Alcorcón FSF                                                                                              | 4 - 6 | Futsi Atlético Navalcarnero | 1 de febreroN4  | 21:30 | Los Cantos    |  |
| FSF Móstoles                                                                                                 | 8 - 6 | Torreblanca Melilla         | 26 de febreroN4 | 18:30 | Villafontana  |  |
| Nota 4: Se aplazaron los partidos debido al positivo de varias jugadoras del Torreblanca Melilla y Alcorcón. |       |                             |                 |       |               |  |

| AE Penya Esplugues          | 4 - 2 | Sala Zaragoza FS | 29 de enero | 16:00 | Les Moreres    |  |
| STV Roldán FSF              | 4 - 1 | Rayo Majadahonda | 29 de enero | 16:00 | Gabriel Pérez  |  |
| Ourense Envialia            | 3 - 0 | Joventut d'Elx   | 29 de enero | 17:00 | Los Remedios   |  |
| Futsi Atlético Navalcarnero | 0 - 0 | Burela FS        | 29 de enero | 18:30 | La Estación    |  |
| Leganés FS                  | 2 - 2 | Marín Futsal     | 29 de enero | 19:00 | La Fortuna     |  |
| Universidad de Alicante     | 3 - 1 | At. Torcal       | 29 de enero | 19:00 | Els Oms        |  |
| Torreblanca Melilla         | 2 - 2 | AD Alcorcón FSF  | 29 de enero | 19:30 | Javier Imbroda |  |
| Poio Pescamar FS            | 2 - 4 | FSF Móstoles     | 30 de enero | 12:00 | A Seca         |  |

| AE Penya Esplugues          | 3 - 1 | Joventut d'Elx   | 5 de febrero | 16:00 | Les Moreres    |  |
| Futsi Atlético Navalcarnero | 5 - 1 | Marín Futsal     | 5 de febrero | 17:00 | La Estación    |  |
| Ourense Envialia            | 3 - 3 | FSF Móstoles     | 5 de febrero | 17:00 | Los Remedios   |  |
| Sala Zaragoza FS            | 3 - 5 | Rayo Majadahonda | 5 de febrero | 18:30 | Siglo XXI      |  |
| Poio Pescamar FS            | 5 - 1 | AD Alcorcón FSF  | 5 de febrero | 18:30 | A Seca         |  |
| Torreblanca Melilla         | 2 - 2 | Burela FS        | 5 de febrero | 18:30 | Javier Imbroda |  |
| Leganés FS                  | 5 - 2 | At. Torcal       | 5 de febrero | 19:00 | La Fortuna     |  |
| Universidad de Alicante     | 2 - 6 | STV Roldán FSF   | 5 de febrero | 19:00 | Els Oms        |  |

| FSF Móstoles                                                                                | 8 - 0 | AE Penya Esplugues          | 12 de febrero | 16:00 | Villafontana  |  |
| Marín Futsal                                                                                | 2 - 4 | Torreblanca Melilla         | 12 de febrero | 17:00 | A Raña        |  |
| Joventut d'Elx                                                                              | 2 - 3 | Sala Zaragoza FS            | 12 de febrero | 17:00 | Esperanza Lag |  |
| At. Torcal                                                                                  | 3 - 3 | Futsi Atlético Navalcarnero | 12 de febrero | 18:30 | Guadaljaire   |  |
| AD Alcorcón FSF                                                                             | 1 - 1 | Ourense Envialia            | 12 de febrero | 19:00 | Los Cantos    |  |
| Rayo Majadahonda                                                                            | 2 - 2 | Universidad de Alicante     | 12 de febrero | 20:00 | La Granadilla |  |
| STV Roldán FSF                                                                              | 5 - 3 | Leganés FS                  | 13 de febrero | 12:00 | Gabriel Pérez |  |
| Burela FS                                                                                   | 3 - 2 | Poio Pescamar FS            | 26 de marzoN5 | 17:00 | Vista Alegre  |  |
| Nota 5: Se aplazaron los partidos debido al positivo de varias jugadoras del Poio Pescamar. |       |                             |               |       |               |  |

| Torreblanca Melilla                                                                  | 4 - 2 | At. Torcal              | 19 de febrero | 12:30        | Javier Imbroda |  |
| AE Penya Esplugues                                                                   | 2 - 5 | AD Alcorcón FSF         | 19 de febrero | 16:00        | Les Moreres    |  |
| Leganés FS                                                                           | 5 - 4 | Universidad de Alicante | 19 de febrero | 16:15        | La Fortuna     |  |
| Joventut d'Elx                                                                       | 5 - 3 | Rayo Majadahonda        | 19 de febrero | 18:00        | Esperanza Lag  |  |
| Poio Pescamar FS                                                                     | 5 - 1 | Marín Futsal            | 19 de febrero | 18:30        | A Seca         |  |
| Sala Zaragoza FS                                                                     | 3 - 3 | FSF Móstoles            | 19 de febrero | 18:30        | Siglo XXI      |  |
| Futsi Atlético Navalcarnero                                                          | 5 - 3 | STV Roldán FSF          | 20 de febrero | 10:00        | La Estación    |  |
| Ourense Envialia                                                                     | 1 - 1 | Burela FS               | 19 de abrilN6 | Los Remedios |                |  |
| Nota 6: Se aplazaron los partidos debido al positivo de varias jugadoras del Burela. |       |                         |               |              |                |  |

| Burela FS                                                                                       | 6 - 0 | AE Penya Esplugues          | 5 de marzo       | 16:30 | Vista Alegre  |  |
| Marín Futsal                                                                                    | 1 - 0 | Ourense Envialia            | 5 de marzo       | 17:00 | A Raña        |  |
| At. Torcal                                                                                      | 0 - 3 | Poio Pescamar FS            | 5 de marzo       | 18:30 | Guadaljaire   |  |
| FSF Móstoles                                                                                    | 3 - 1 | Joventut d'Elx              | 5 de marzo       | 18:30 | Villafontana  |  |
| AD Alcorcón FSF                                                                                 | 2 - 0 | Sala Zaragoza FS            | 5 de marzo       | 19:00 | Los Cantos    |  |
| Universidad de Alicante                                                                         | 2 - 3 | Futsi Atlético Navalcarnero | 5 de marzo       | 19:00 | Els Oms       |  |
| Rayo Majadahonda                                                                                | 3 - 2 | Leganés FS                  | 5 de marzo       | 20:00 | La Granadilla |  |
| STV Roldán FSF                                                                                  | 1 - 1 | Torreblanca Melilla         | 18 de mayoN7, N9 | 20:30 | Gabriel Pérez |  |
| Nota 7: Se aplazó el partido a causa del temporal que le impidió viajar al Torreblanca Melilla. |       |                             |                  |       |               |  |
| Nota 9: Se volvió a aplazar el partido a causa de las goteras que había en el pabellón.         |       |                             |                  |       |               |  |

| Sala Zaragoza FS                                                                     | 2 - 5 | Burela FS               | 12 de marzo   | 17:00 | Siglo XXI      |  |
| Joventut d'Elx                                                                       | 3 - 6 | AD Alcorcón FSF         | 12 de marzo   | 17:00 | El Toscar      |  |
| Futsi Atlético Navalcarnero                                                          | 8 - 5 | Leganés FS              | 12 de marzo   | 18:30 | La Estación    |  |
| Poio Pescamar FS                                                                     | 0 - 1 | STV Roldán FSF          | 12 de marzo   | 18:30 | A Seca         |  |
| FSF Móstoles                                                                         | 1 - 1 | Rayo Majadahonda        | 12 de marzo   | 18:30 | Villafontana   |  |
| AE Penya Esplugues                                                                   | 0 - 2 | Marín Futsal            | 12 de marzo   | 20:00 | Les Moreres    |  |
| Torreblanca Melilla                                                                  | 4 - 1 | Universidad de Alicante | 12 de marzo   | 21:00 | Javier Imbroda |  |
| Ourense Envialia                                                                     | 4 - 0 | At. Torcal              | 26 de marzoN8 | 17:00 | Los Remedios   |  |
| Nota 8: Se aplazaron los partidos debido al positivo de una jugadora del At. Torcal. |       |                         |               |       |                |  |

| STV Roldán FSF          | 2 - 2 | Ourense Envialia            | 2 de abril | 12:00 | Gabriel Pérez |  |
| Marín Futsal            | 3 - 1 | Sala Zaragoza FS            | 2 de abril | 17:00 | A Raña        |  |
| Rayo Majadahonda        | 2 - 3 | Futsi Atlético Navalcarnero | 2 de abril | 17:30 | La Granadilla |  |
| At. Torcal              | 6 - 0 | AE Penya Esplugues          | 2 de abril | 18:30 | Guadaljaire   |  |
| Leganés FS              | 2 - 2 | Torreblanca Melilla         | 2 de abril | 19:00 | La Fortuna    |  |
| Universidad de Alicante | 0 - 4 | Poio Pescamar FS            | 2 de abril | 19:00 | Els Oms       |  |
| AD Alcorcón FSF         | 4 - 4 | FSF Móstoles                | 2 de abril | 19:00 | Los Cantos    |  |
| Burela FS               | 7 - 1 | Joventut d'Elx              | 3 de abril | 16:00 | Vista Alegre  |  |

| AE Penya Esplugues  | 2 - 2 | STV Roldán FSF              | 9 de abril  | 16:00 | Les Moreres    |  |
| Ourense Envialia    | 4 - 0 | Universidad de Alicante     | 9 de abril  | 16:30 | Los Remedios   |  |
| Poio Pescamar FS    | 5 - 2 | Leganés FS                  | 9 de abril  | 18:30 | A Seca         |  |
| Sala Zaragoza FS    | 2 - 5 | At. Torcal                  | 9 de abril  | 18:30 | Siglo XXI      |  |
| FSF Móstoles        | 2 - 3 | Burela FS                   | 9 de abril  | 18:30 | Villafontana   |  |
| Torreblanca Melilla | 5 - 3 | Futsi Atlético Navalcarnero | 9 de abril  | 20:00 | Javier Imbroda |  |
| Joventut d'Elx      | 2 - 3 | Marín Futsal                | 10 de abril | 11:45 | Esperanza Lag  |  |
| AD Alcorcón FSF     | 6 - 3 | Rayo Majadahonda            | 10 de abril | 13:30 | Los Cantos     |  |

| Burela FS                   | 7 - 2 | AD Alcorcón FSF     | 15 de abril | 12:30 | Vista Alegre   |  |
| Futsi Atlético Navalcarnero | 3 - 0 | Poio Pescamar FS    | 15 de abril | 13:00 | La Estación    |  |
| Leganés FS                  | 8 - 3 | Ourense Envialia    | 15 de abril | 18:00 | La Fortuna     |  |
| Marín Futsal                | 7 - 3 | FSF Móstoles        | 16 de abril | 17:00 | A Raña         |  |
| Universidad de Alicante     | 4 - 0 | AE Penya Esplugues  | 16 de abril | 18:00 | Univ. Alicante |  |
| At. Torcal                  | 1 - 1 | Joventut d'Elx      | 16 de abril | 18:30 | Guadaljaire    |  |
| Rayo Majadahonda            | 2 - 6 | Torreblanca Melilla | 16 de abril | 20:00 | La Granadilla  |  |
| STV Roldán FSF              | 2 - 0 | Sala Zaragoza FS    | 17 de abril | 12:00 | Gabriel Pérez  |  |

| AE Penya Esplugues | 2 - 2 | Leganés FS                  | 23 de abril | 16:00 | Les Moreres   |  |
| Ourense Envialia   | 1 - 3 | Futsi Atlético Navalcarnero | 23 de abril | 17:00 | Los Remedios  |  |
| Joventut d'Elx     | 2 - 8 | STV Roldán FSF              | 23 de abril | 17:00 | Esperanza Lag |  |
| Burela FS          | 8 - 2 | Rayo Majadahonda            | 23 de abril | 17:00 | Vista Alegre  |  |
| Poio Pescamar FS   | 5 - 4 | Torreblanca Melilla         | 23 de abril | 18:30 | A Seca        |  |
| FSF Móstoles       | 3 - 1 | At. Torcal                  | 23 de abril | 18:30 | Villafontana  |  |
| AD Alcorcón FSF    | 3 - 1 | Marín Futsal                | 23 de abril | 19:00 | Los Cantos    |  |
| Sala Zaragoza FS   | 1 - 0 | Universidad de Alicante     | 24 de abril | 12:00 | La Granja     |  |

| Universidad de Alicante     | 5 - 2 | Joventut d'Elx     | 30 de abril | 12:00 | Els Oms        |  |
| Futsi Atlético Navalcarnero | 6 - 1 | AE Penya Esplugues | 30 de abril | 16:30 | La Estación    |  |
| Marín Futsal                | 0 - 1 | Burela FS          | 30 de abril | 17:00 | A Raña         |  |
| At. Torcal                  | 1 - 3 | AD Alcorcón FSF    | 30 de abril | 18:30 | Guadaljaire    |  |
| Leganés FS                  | 2 - 1 | Sala Zaragoza FS   | 30 de abril | 19:00 | La Fortuna     |  |
| Rayo Majadahonda            | 2 - 1 | Poio Pescamar FS   | 30 de abril | 20:00 | La Granadilla  |  |
| Torreblanca Melilla         | 2 - 1 | Ourense Envialia   | 30 de abril | 20:00 | Javier Imbroda |  |
| STV Roldán FSF              | 2 - 0 | FSF Móstoles       | 1 de mayo   | 12:00 | Gabriel Pérez  |  |

| Ourense Envialia   | 1 - 4 | Poio Pescamar FS            | 14 de mayo | 17:00 | Los Remedios    |  |
| Marín Futsal       | 3 - 4 | Rayo Majadahonda            | 14 de mayo | 17:00 | A Raña          |  |
| FSF Móstoles       | 3 - 3 | Universidad de Alicante     | 14 de mayo | 18:30 | Villafontana    |  |
| Sala Zaragoza FS   | 3 - 9 | Futsi Atlético Navalcarnero | 14 de mayo | 18:30 | Siglo XXI       |  |
| Burela FS          | 2 - 0 | At. Torcal                  | 14 de mayo | 18:30 | Vista Alegre    |  |
| AE Penya Esplugues | 2 - 3 | Torreblanca Melilla         | 14 de mayo | 20:00 | Nou Can Vidalet |  |
| Joventut d'Elx     | 4 - 3 | Leganés FS                  | 14 de mayo | 11:45 | Esperanza Lag   |  |
| AD Alcorcón FSF    | 2 - 4 | STV Roldán FSF              | 14 de mayo | 13:30 | Los Cantos      |  |

| Rayo Majadahonda                                                                           | 7 - 3 | Ourense Envialia   | 21 de mayo    | 17:00 | La Granadilla    |  |
| Poio Pescamar FS                                                                           | 1 - 1 | AE Penya Esplugues | 21 de mayo    | 17:00 | A Seca           |  |
| Futsi Atlético Navalcarnero                                                                | 5 - 2 | Joventut d'Elx     | 21 de mayo    | 18:30 | La Estación      |  |
| At. Torcal                                                                                 | 2 - 5 | Marín Futsal       | 21 de mayo    | 18:30 | Guadaljaire      |  |
| Universidad de Alicante                                                                    | 1 - 4 | AD Alcorcón FSF    | 21 de mayo    | 19:00 | Els Oms          |  |
| Leganés FS                                                                                 | 5 - 5 | FSF Móstoles       | 21 de mayo    | 20:00 | La Fortuna       |  |
| STV Roldán FSF                                                                             | 3 - 2 | Burela FS          | 22 de mayo    | 12:00 | Gabriel Pérez    |  |
| Torreblanca Melilla                                                                        | 9 - 0 | Sala Zaragoza FS   | 31 de mayoN10 | 18:00 | Lázaro Fernández |  |
| Nota 10: Se aplazó el partido a causa del temporal que le impidió viajar al Sala Zaragoza. |       |                    |               |       |                  |  |

| AD Alcorcón FSF    | 10 - 0 | Leganés FS                  | 28 de mayo | 16:00 | Los Cantos    |  |
| Burela FS          | 5 - 1  | Universidad de Alicante     | 28 de mayo | 16:30 | Vista Alegre  |  |
| AE Penya Esplugues | 2 - 1  | Ourense Envialia            | 28 de mayo | 16:45 | Les Moreres   |  |
| Marín Futsal       | 2 - 3  | STV Roldán FSF              | 28 de mayo | 17:00 | A Raña        |  |
| FSF Móstoles       | 1 - 4  | Futsi Atlético Navalcarnero | 28 de mayo | 18:00 | Villafontana  |  |
| At. Torcal         | 10 - 2 | Rayo Majadahonda            | 28 de mayo | 18:30 | Guadaljaire   |  |
| Joventut d'Elx     | 3 - 4  | Torreblanca Melilla         | 28 de mayo | 19:00 | Esperanza Lag |  |
| Sala Zaragoza FS   | 2 - 3  | Poio Pescamar FS            | 29 de mayo | 12:30 | La Granja     |  |

| Ourense Envialia            | 2 - 3 | Sala Zaragoza FS | 4 de junio | 17:00 | Paco Paz         |  |
| AE Penya Esplugues          | 2 - 3 | Rayo Majadahonda | 4 de junio | 17:30 | Les Moreres      |  |
| Universidad de Alicante     | 2 - 2 | Marín Futsal     | 4 de junio | 18:00 | Univ. Alicante   |  |
| Futsi Atlético Navalcarnero | 5 - 4 | AD Alcorcón FSF  | 4 de junio | 18:00 | La Estación      |  |
| Leganés FS                  | 2 - 7 | Burela FS        | 4 de junio | 19:00 | La Fortuna       |  |
| Poio Pescamar FS            | 4 - 2 | Joventut d'Elx   | 5 de junio | 12:00 | A Seca           |  |
| STV Roldán FSF              | 6 - 2 | At. Torcal       | 5 de junio | 12:15 | Gabriel Pérez    |  |
| Torreblanca Melilla         | 5 - 1 | FSF Móstoles     | 5 de junio | 19:00 | Lázaro Fernández |  |

| Marín Futsal     | 9 - 3 | Leganés FS                  | 11 de junio | 17:00 | A Raña        |  |
| Sala Zaragoza FS | 1 - 1 | AE Penya Esplugues          | 11 de junio | 18:30 | Siglo XXI     |  |
| Joventut d'Elx   | 0 - 4 | Ourense Envialia            | 11 de junio | 18:30 | Esperanza Lag |  |
| FSF Móstoles     | 1 - 3 | Poio Pescamar FS            | 11 de junio | 18:30 | Villafontana  |  |
| AD Alcorcón FSF  | 2 - 3 | Torreblanca Melilla         | 11 de junio | 18:30 | Los Cantos    |  |
| At. Torcal       | 3 - 3 | Universidad de Alicante     | 11 de junio | 18:30 | Guadaljaire   |  |
| Rayo Majadahonda | 0 - 1 | STV Roldán FSF              | 11 de junio | 18:30 | La Granadilla |  |
| Burela FS        | 1 - 0 | Futsi Atlético Navalcarnero | 11 de junio | 19:00 | Vista Alegre  |  |

### Play Off

#### Futsi Atlético Navalcarnero - Torreblanca Melilla
| 15 de junio de 2022, 20:30 (UTC+2) | Melilla Sport Capital Torreblanca | 2:0 (1:0) | CD Futsi Atlético Navalcarnero | Lázaro Fernández, Melilla                |                                          |
|                                    | Amandinha 9' · Ana Luiza 28'      | Reporte   |                                | Árbitro(s): Pedro Carrillo Javier Moreno | Árbitro(s): Pedro Carrillo Javier Moreno |

| 18 de junio de 2022, 20:30 (UTC+2) | CD Futsi Atlético Navalcarnero                                 | 6:2 (4:0) | Melilla Sport Capital Torreblanca | La Estación, Navalcarnero                    |                                              |
|                                    | Ari 2' 19' · Irene Córdoba 5' · Becha 20' 36' · Ju Delgado 39' | Reporte   | Guti 22' 31'                      | Árbitro(s): Juan José Cidoncha Sergio Salomé | Árbitro(s): Juan José Cidoncha Sergio Salomé |

#### Burela - Roldán
| 15 de junio de 2022, 21:00 (UTC+2) | STV Roldán      | 1:1 (1:0) | Pescados Rubén Burela FS | Gabriel Pérez, Torre-Pacheco              |                                           |
|                                    | Alba Gandía 10' | Reporte   | Peque 35'                | Árbitro(s): Pablo Delgado Samuel Gabaldón | Árbitro(s): Pablo Delgado Samuel Gabaldón |

| 18 de junio de 2022, 19:00 (UTC+2) | Pescados Rubén Burela FS                             | 3:2 (1:1) | STV Roldán           | Vista Alegre, Burela                |                                     |
|                                    | Ángela Górriz 11' · Emilly Marcondes 21' · Peque 29' | Reporte   | Mayte Mateo 8' 34' · | Árbitro(s): Diego Gallo Rubén Hevia | Árbitro(s): Diego Gallo Rubén Hevia |